# 392
| 392                |
| ------------------ |
| Dødsfald - Fødsler |
|                    |

| Gregoriansk kalender | 392 CCCXCII             |
| Ab urbe condita      | 1145                    |
| Armensk kalender     | I/T                     |
| Kinesiske kalender   | 3088 – 3089 辛卯 – 壬辰 |
| Etiopisk kalender    | 384 – 385               |
| Jødisk kalender      | 4152 – 4153             |
| Hindukalendere       |                         |
| - Vikram Samvat      | 447 – 448               |
| - Shaka Samvat       | 314 – 315               |
| - Kali Yuga          | 3493 – 3494             |
| Iransk kalender      | 230 BP – 229 BP         |
| Islamisk kalender    | 237 BH – 236 BH         |

## Begivenheder
- 15. maj - den romerske kejser Valentinian 2. dræbes i Gallien, hvor han har forsøgt at stække den frankiskfødte romerske general Arbogasts magt. Han findes hængt i sin bolig i Vienne